# Logistikdienstleister
Logistikdienstleister sind gewerbliche Unternehmen, die hauptsächlich logistische, aber auch fertigungsnahe Dienstleistungen für Dritte anbieten und erbringen. Das Leistungs- und Lösungsangebot geht dabei über das traditionelle Speditionsgewerbe hinaus: So werden beispielsweise kundenbezogene Lagerung, Kommissionierung, Assemblierung oder Fakturierung angeboten.

## Klassifikation
Eine Abgrenzung der verschiedenen Logistikdienstleister voneinander und von anderen Dienstleistungsunternehmen kann auf zahlreiche, teilweise nicht einheitliche Arten erfolgen. Eine Möglichkeit bietet die Typologisierung der Logistikdienstleister nach ihrem Leistungsspektrum. Hierbei kann beispielsweise nach Transport, Prozessketten-Entwicklung, Versorgung, Auftragsabwicklung inklusive Produktion und Distribution sowie Entsorgung unterschieden werden.
Eine zweite, sehr verbreitete Möglichkeit der Abgrenzung bietet die Klassifikation von Logistikdienstleistern in operative, koordinierende und strategische Leistungen und die Nutzung von Anlagegütern, so genannten Logistik-Assets. Anbieter werden als „Service Provider“ bezeichnet und in Bereiche („Party Logistics“) hierarchisch gegliedert, beginnend mit First Party Logistics bis hin zu Fifth Party Logistics Service Providern.

## Entwicklung der Logistikdienstleister
Die Klassifikation von Logistikdienstleistern in verschiedene Bereiche ist auf eine historische Entwicklung zurückzuführen.

### First Party Logistics Service Provider (1PL)
Bis Ende der 1970er Jahre wurden logistische Leistungen zum größten Teil intern von produzierenden Unternehmen abgewickelt. Diese produzierenden Unternehmen gehören zum Bereich der First Party Logistics (1PL). Die meisten Kernaktivitäten der Logistik, die sogenannten Transport-, Umschlag- oder Lagerungsleistungen (TUL-Leistungen), konnten von den Unternehmen selbst durchgeführt werden, da sie meist einen eigenen Fuhrpark sowie eigene Lagerhäuser besaßen. Lediglich der internationale Transport von Teilen und Waren wurde an Speditionen abgegeben.

### Second Party Logistics Service Provider (2PL)
In den 1980er Jahren begann im Zuge der Internationalisierung und des Aufkommens neuer Managementkonzepte, insbesondere des Lean Managements, der Trend zur Fremdvergabe von Logistikleistungen, da sich Unternehmen auf ihre Kernkompetenzen konzentrieren wollten. Dienstleister, die Transport-, Umschlag- oder Lagerungsleistungen (TUL-Leistungen) für diese Unternehmen übernehmen, werden als Second Party Logistics Service Provider (2PL) bezeichnet.
2PL-Dienstleister sind z. B. Speditionen, Reedereien, Verlader, Lagerei- und Umschlagsunternehmen sowie Anbieter von Kurier-, Express- und Paketdiensten.

### Third Party Logistics Service Provider (3PL)
Dienstleister aus dem dritten Bereich der Logistikdienstleistungswirtschaft, dem Third Party Logistics (3PL), entwickelten sich in den 1990er Jahren von 2PL Service Providern zu sogenannten Systemdienstleistern.
Diese organisieren den Waren- und Informationsfluss ihres Kunden, übernehmen dessen gesamte Logistik und bieten teilweise Finanz- und Informationsdienstleistungen an. Außerdem bieten sie ihren Kunden komplexe Dienstleistungspakete an, die neben oben genannten logistischen Leistungen sogenannte Value Added Services (Mehrwertleistungen) beinhalten.
Für diese Form der Zusammenarbeit wird eine langjährige Partnerschaft zwischen Logistikdienstleister und Kunde benötigt.

### Fourth Party Logistics Service Provider (4PL)
Fourth Party Logistics Service Provider (4PL) entstanden Mitte der 1990er Jahre. Sie werden als Systemintegratoren verstanden, die zwischen ihren Kunden und anderen Logistikdienstleistern stehen, um die Koordination und Organisation aller Geschäftsprozesse entlang der Wertschöpfungskette zu gewährleisten. Dabei behalten sie die gesamte Lieferkette im Blick und suchen für den Einsatz der Ressourcen in der logistischen Kette eine optimale Gesamtlösung. Die Fähigkeit, komplexe, unternehmensübergreifende Geschäftsprozesse mithilfe moderner Technologien zu koordinieren und dabei die eigenen Stärken durch zusätzliche Dienstleister zu ergänzen, zählt zu den Schlüsselkompetenzen von 4PL Service Provider.

### Fifth Party Logistics Service Provider (5PL)
Fifth Party Logistics Service Provider (5PL) befassen sich mit dem Supply-Chain-Management und bieten den jeweiligen Kunden systemorientierte Consultingleistungen und Wertschöpfungsketten-Management an.

## Unterscheidung hinsichtlich Verrichtungstätigkeit
- Kurier-Express-Paket-Dienstleister

KEP-Dienste (Kurier-, Express- und Paketdienste, manchmal auch Kurier-, Express- und Postdienste) sind Logistik- und Postunternehmen, die sich heute nicht mehr nur auf den Kleinmarkt spezialisieren. Die Abgrenzungskriterien zu anderen Märkten sind u. a. Gewicht und Volumen der Sendungen, die Schnelligkeit des Güterversandes und der Service.
- Stückgut- oder Sammelgut

Im Stückgut und Sammelladungsverkehr werden alle Industriegüter transportiert und verteilt, die für die KEP Unternehmen zu schwer oder zu groß sind und für Direktfahrten zu klein. Die Transportkette Kunde-Vorholung-Umschlag-Hauptlauf-Umschlag-Anlieferung durchläuft mehrere Posten mit dazugehörigen Schnittstellen.
- Teilladungsverkehr und Komplettladungsverkehr

Von Teil- und Komplettladungsverkehr spricht man, wenn das zu transportierende Gut vom Absender ohne weiteren Umschlag zum Empfänger transportiert wird. Dies bietet sich an, wenn die Warenart sich nicht für einen Umschlag eignet. Als Faktoren gelten Menge, Gewicht und Maße.